# Sten Hemmingsson
Olof Sten-Sune Hemmingsson, född den 4 oktober 1938 i Hammerdal, Jämtland, död den 3 juni 2022, var en svensk företagsledare, managementkonsult och entreprenör.
Hemmingsson fick polio när han var 15 år gammal, vilket medförde svåra skador i armar och skuldror. Han tog studenten i Östersund 1961 och civilekonomexamen vid Handelshögskolan i Stockholm 1964. Han arbetade på Sveriges Allmänna Exportförening i Wien, för Förenta Nationerna, baserad i Wien med inriktning på Indien, Pakistan och Västeuropa.
Hemmingsson var försäljningschef på Kalmar Verkstads AB och var ansvarig för försäljning av järnvägsvagnar till X2000 och blev sedan VD för dotterbolaget Kalmar Tellus AB.
Han drev Hemmingsson Partners AB, en managementkonsultfirma som integrerade Kalmar Verkstads AB med ABB  (ASEA Brown Boveri) och arbetade med KTMB Malaysia  (Keretapi Tanah Melayu Berhad) och Ångpanneföreningen i Sverige. Hemmingsson grundade Bestic AB, ett företag som utvecklar och marknadsför automatiserade äthjälpmedel.